# Kraftwerk Amsteg
Das Kraftwerk Amsteg der Schweizerischen Bundesbahnen (SBB) ist ein Hochdruck-Laufwasserkraftwerk an der Reuss im Kanton Uri. Das Kraftwerk bildet zusammen mit den Anlagen in Göschenen und Wassen die Reuss-Kaskade, welche ungefähr 40 % des von der SBB verbrauchten Bahnstroms erzeugt. Das 1923 in Betrieb genommene Kraftwerk Amsteg und das 1920 in Betrieb genommene Speicherkraftwerk Ritom waren die beiden ersten Kraftwerke, die für die Energieversorgung der Gotthardbahn gebaut wurden.

## Geschichte

### Elektrifizierung der Gotthardbahn
Die Gotthardbahn-Gesellschaft (GB) schloss 1907 und 1909 Konzessionsverträge für die Nutzung des Wassers im Reusstal und in der Leventina ab. Die grossen Probleme bei der Kohlebeschaffung während des Ersten Weltkrieges und die höhere Leistungsfähigkeit von elektrischen Triebfahrzeugen veranlassten die SBB, die rasche Elektrifizierung ihrer wichtigsten Strecken voranzutreiben. Der benötigte Einphasenwechselstrom sollte zu einem grossen Teil durch SBB-eigene Kraftwerke erzeugt werden.
Im Jahr 1916 war festgelegt, dass die Wasserkraft in den beiden Tälern mit fünf Wasserkraftanlagen zu nutzen sei – drei auf der Nordseite und zwei auf der Südseite vom Gotthard. Für den elektrischen Betrieb der Bergstrecke Erstfeld–Bellinzona der Gotthardbahn genügten vorerst zwei Anlagen: Das Laufwasserkraftwerk Kraftwerk Amsteg mit dem kleinen Stausee am Pfaffensprung, welcher den veränderlichen Wasserverbrauch während eines Tages ausgleichen kann und das Speicherkraftwerk Ritom. Das Kraftwerk Amsteg konnte fast das ganze Jahr über die Strecke alleine mit Energie versorgen. Lediglich in den trockenen Wintermonaten musste mit dem Ritomwerk ergänzt werden, das über den Sommer das Wasser der Schneeschmelze im Ritomsee angesammelt hatte.

### Ausbau für Bahn 2000 und Gotthard-Basistunnel
Im Zusammenhang mit dem Projekt Bahn 2000 und dem Gotthard-Basistunnels stieg der Energiebedarf, sodass die alte Zentrale in Amsteg in den Jahren 1993 bis 1998 durch einen Neubau in einer Felskaverne ersetzt wurde.
Für den Bau der neuen Zentrale wurde eigens ein Anschlussgleis vom Bahnhof Erstfeld entlang der Reuss und der heutigen Autobahn nach Amsteg gebaut. Das Gleis diente später auch dem Aushubtransport der NEAT-Zwischenangriffsstelle Amsteg des Gotthard-Basistunnels.
Auch die Wasserfassung beim Pfaffensprung, das Wasserschloss, die Druckstollen und die Ableitung des Wassers in die Reuss wurden neu erstellt. Das Restwasser wird durch die neue Dotierzentrale Pfaffensprung ausgenutzt.
Die Hauptaufgabe des erneuerten Kraftwerks ist die Deckung der durch den Taktfahrplan stündlich auftretenden Lastspitzen. Bei deren Abarbeitung werden grosse Wassermengen benötigt, die nicht direkt in die Reuss eingeleitet werden können, ohne dass deren Wasserspiegel bis zu 70 cm ansteigen würde. Das Wasser wird deshalb in einer Kaverne zurückgehalten und vor Abgabe in die Reuss vom Regulierwerk Amsteg ausgenutzt.
Der kommerzielle Betrieb wurde am 1. Mai 1998 aufgenommen, die offizielle Eröffnung war am 17. September 1998. Die Anlage wird durch die am 15. Juni 1992 gegründete Kraftwerk Amsteg AG (KWA) betrieben.

## Technik

### Staubecken Pfaffensprung
Das Staubecken im Reusstal hat einen Nutzinhalt von 190 000 m³. Der Abschluss wird von einer 32 m hohen Bogenstaumauer gebildet, die eine Kronenlänge von 64,1 m hat.

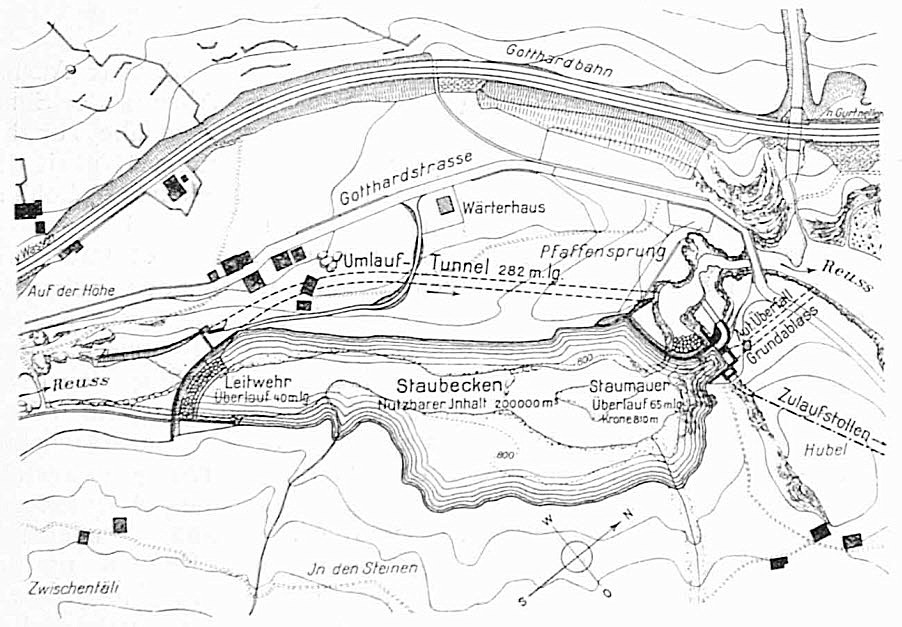
Staubecken Pfaffensprung
Staumauer des Staubecken Pfaffensprung

### Dotierzentrale Pfaffensprung (ab 1998)
Das vom Staubecken in die Reuss geleitete Restwasser wird von der Dotierzentrale Pfaffensprung verarbeitet. Die installierte Turbine erzeugt 50 Hz Strom für das Landesnetz und hat eine Leistung von 720 kW.

### Druckstollen und Wasserfassungen
Das Wasser für die Zentrale Amsteg wird dem Staubecken Pfaffensprung entnommen und durch zwei 7,5 km lange Druckstollen entlang der rechten Talflanke zum Wasserschloss oberhalb von Bristen geleitet. Zusätzliche Wasserfassungen befinden sich an Fellibach, Chärstelenbach und Etzlibach. Vom Wasserschloss fällt das Wasser 280 m in die Tiefe und treibt die Pelton-Turbinen der Zentrale in Amsteg an.

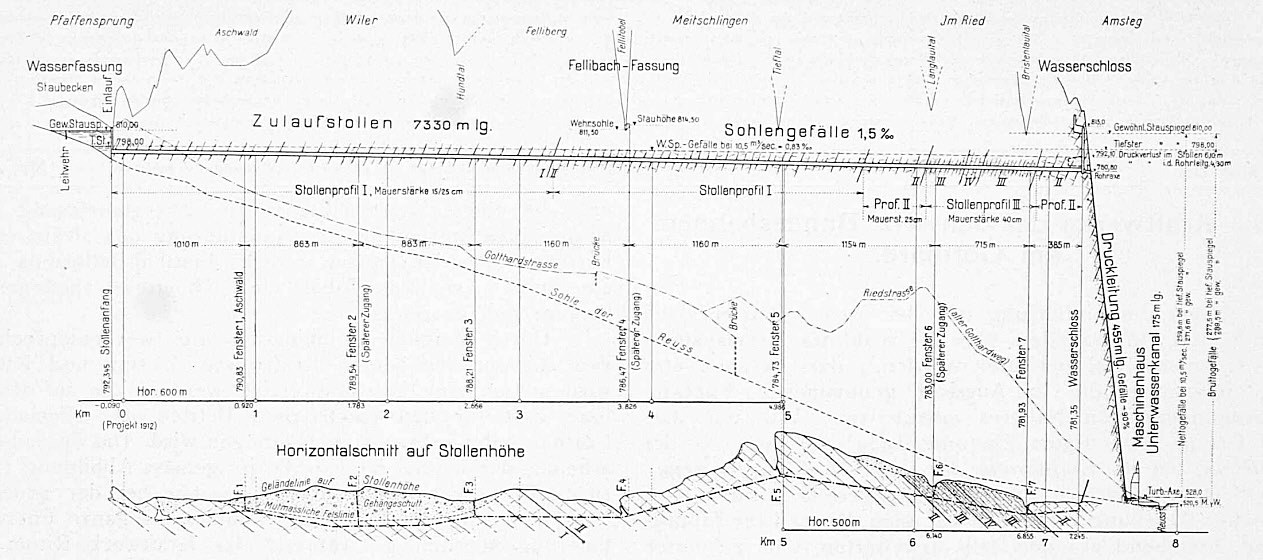
Längsprofil des Kraftwerks Amsteg
Wasserfassung Fellibach 692164 / 177315
Wasserfassung Chärstelenbach 697065 / 180309
Wasserfassung Etzlibach 696700 / 180173

### Zentrale Amsteg I (bis 1993)
In der alten Zentrale standen 6 Pelton-Turbinen, die drei Einphasen-16 2/3 Hz-Generatoren antrieben. Sie hatte eine Spitzenleistung von 52 MW. Das Kraftwerksgebäude direkt unterhalb der Gotthardlinie steht heute zu grossen Teilen leer, da die Anlage durch das Kraftwerk Amsteg II ersetzt wurde. Die Turbinenhalle, die alte Druckleitung und die Standseilbahn stehen unter Denkmalschutz. Die Turbinen sind in der Halle noch vorhanden, sollen aber eventuell für eine Zwischennutzung des Gebäudes teilweise entfernt werden. Die SBB plant langfristig das Gebäude für eine Frequenzumformer-Anlage zu nutzen.

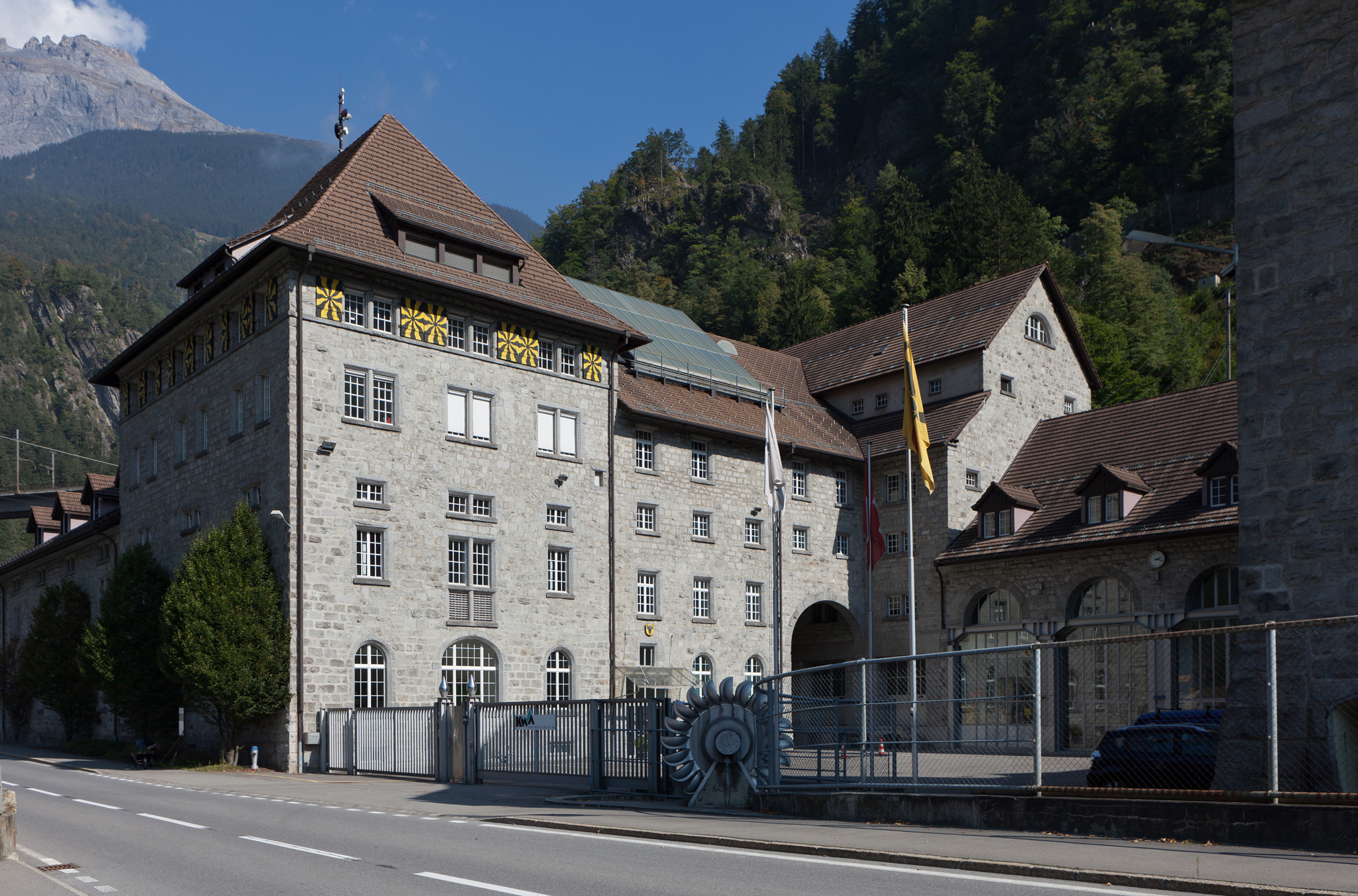
Schalthaus aus Südwesten
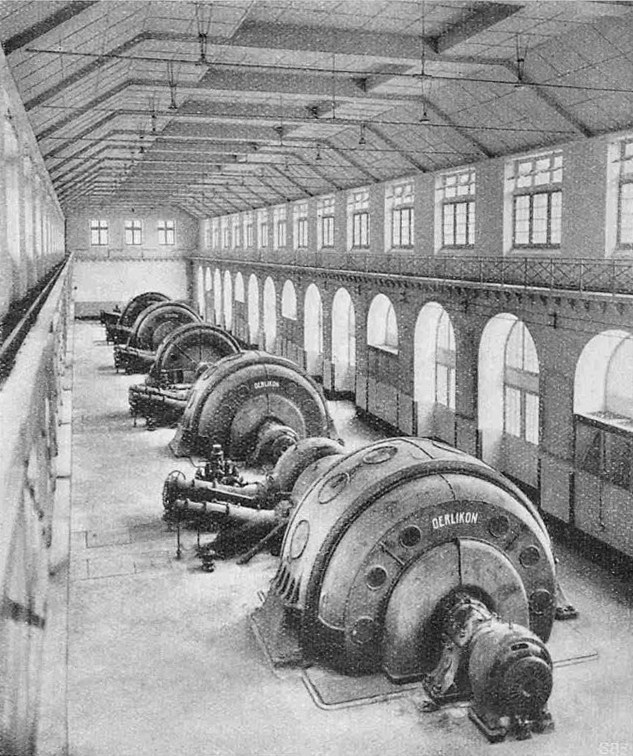
Innenansicht des Maschinenhauses
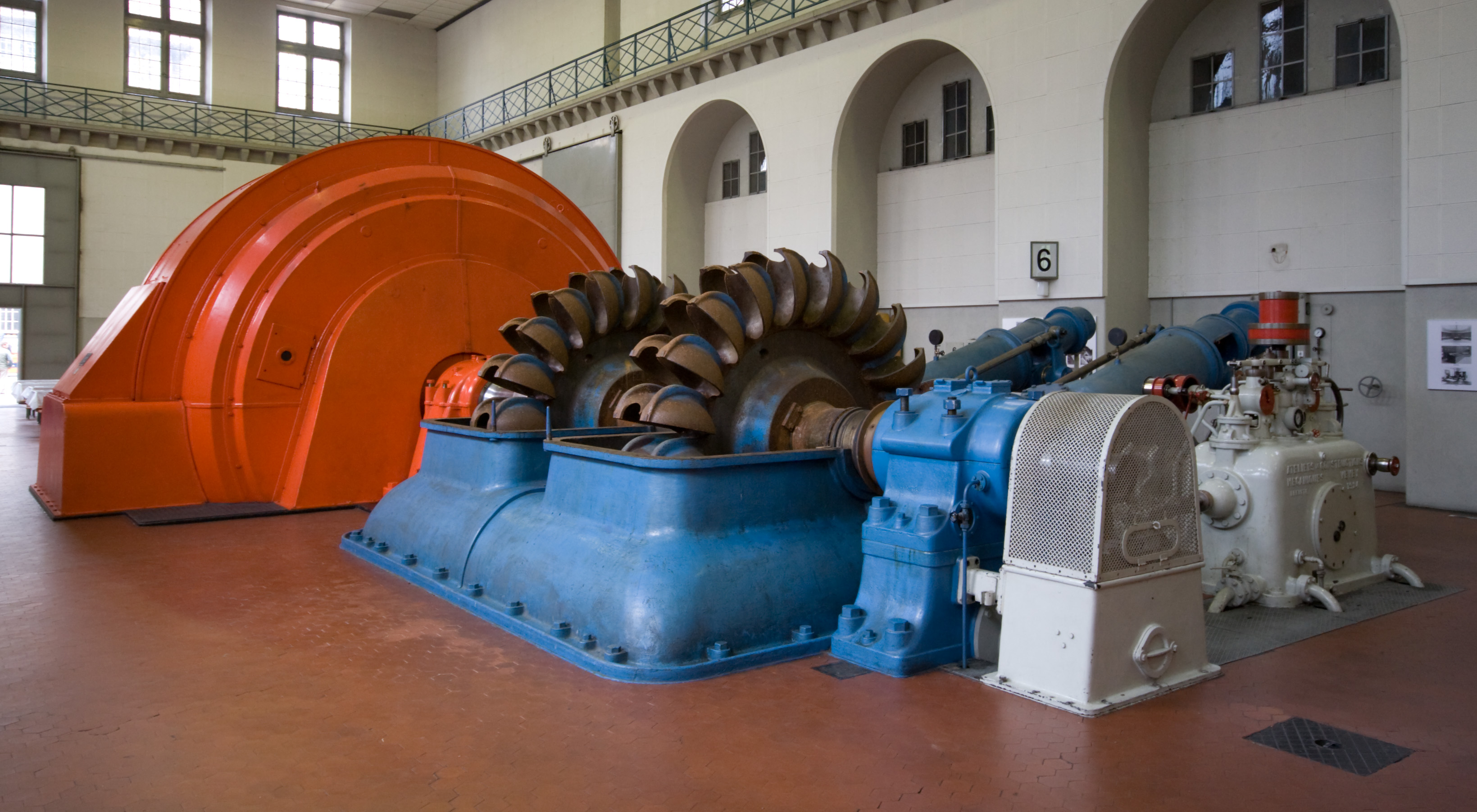
Einer der sechs stillgelegten Gruppen mit zwei Pelton-Turbinen und Einphasengenerator
- Standseilbahn entlang alter Druckrohrleitung
Rohrtransport mit der Standseilbahn während des Baus der Druckleitung

### Zentrale Amsteg II (ab 1998)
Die neue Zentrale ist auf eine Stromproduktion von 160 Megawatt ausgelegt. In einer ersten Etappe sind 120 Megawatt installiert, die durch drei Einphasen-16,7 Hz-Generatoren zu 50 MVA erzeugt werden. Sie befindet sich in einer 30 m hohen Kaverne, die 30 m breit und 90 m lang ist. Die Turbinen sind vertikal angeordnet und haben drei Düsen, darüber befinden sich die Generatoren. Im obersten Geschoss sind die Transformatoren untergebracht, die im Bezug auf die Generatoren bergseitig angeordnet sind.

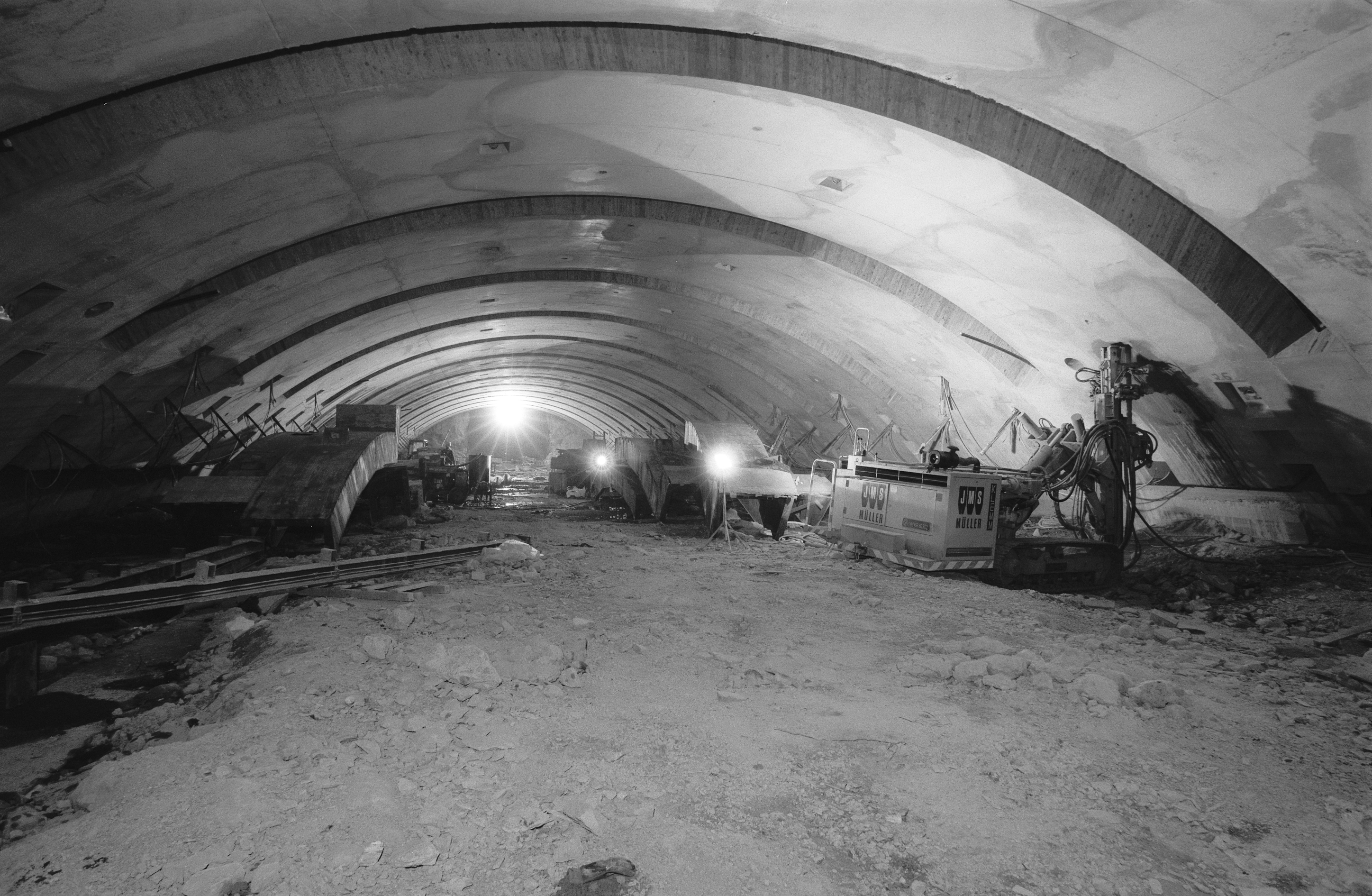
Kavernenzentrale Amsteg II im Bau
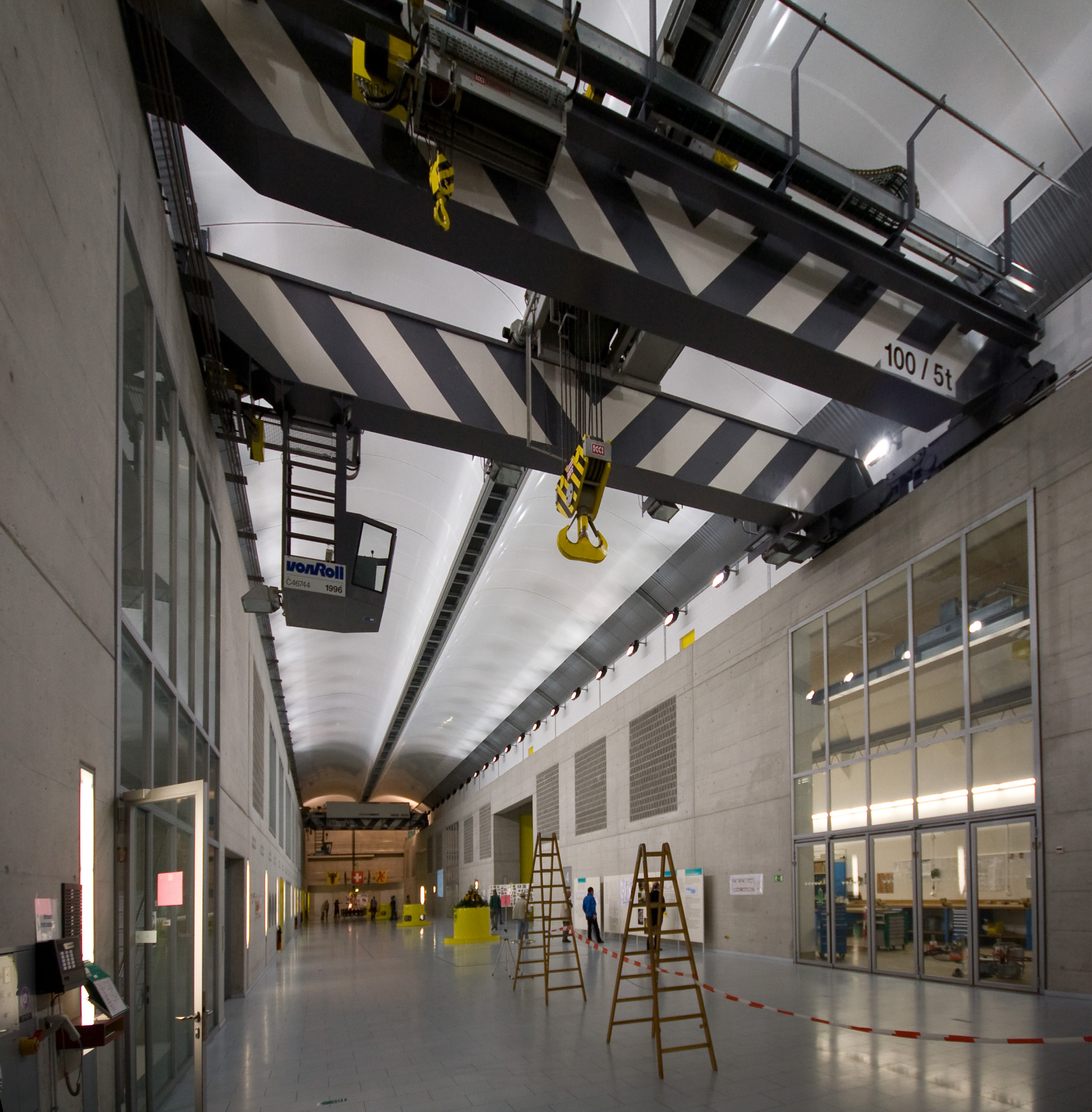
Kavernenzentrale Amsteg II

### Regulierzentrale Amsteg (ab 1998)
Das Unterwasser von Amsteg II wird teilweise zurückgehalten um einen gleichmässigen Wasserstand in der Reuss zu garantieren. Beim Abfluss aus dem unterirdischen in einer Kaverne angelegten Staubecken in die Reuss wird das Wasser von den zwei Rohrturbinen der Regulierzentrale Amsteg verarbeitet. Die Turbinen haben zusammen eine Leistung von 1739 kW und erzeugen 50 Hz-Strom für das Landesnetz.

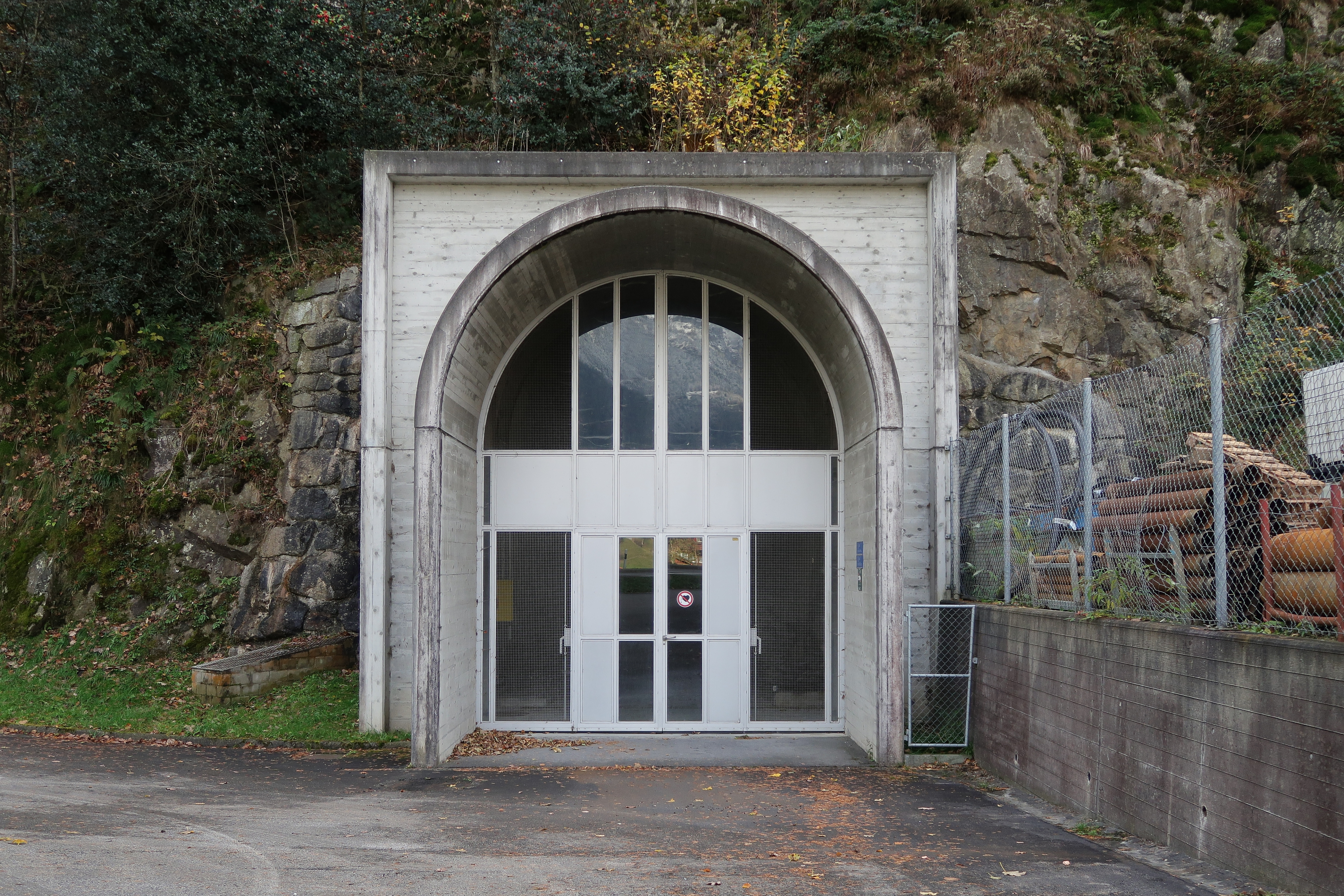
Eingang zur Regulierzentrale Amsteg

## Lagekarte

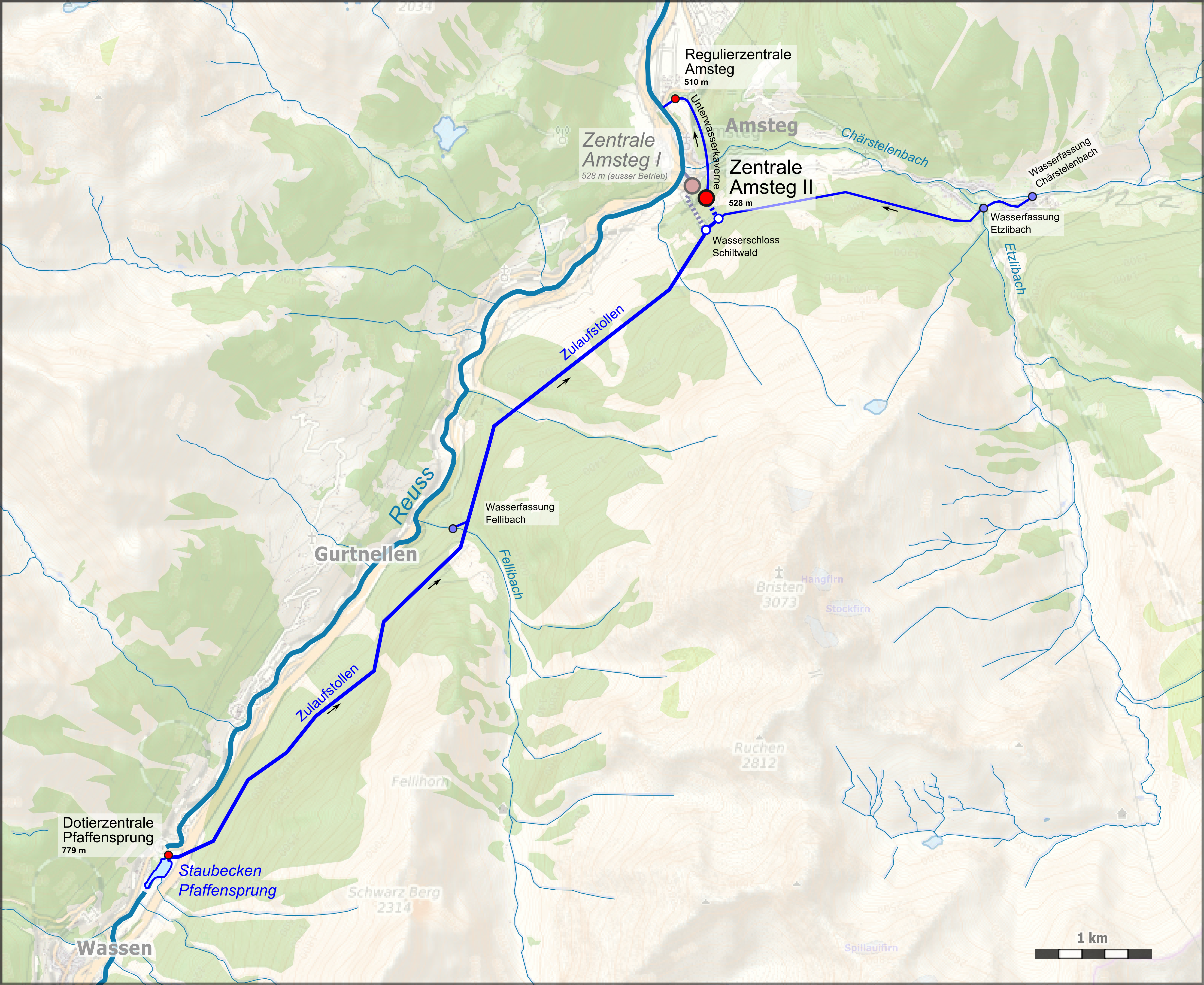
Kraftwerk Amsteg

### Übersicht
| Zentrale                     | Lage            | Gemeindegebiet | Inbetriebnahme | Maschinenhaus [m. ü. M.] | el. Leistung in MW | Stromart             | Turbinen                             | Maximale Rohfallhöhe in m | Ausbaudurchfluss in m³/s | Bemerkung                                                      |
| ---------------------------- | --------------- | -------------- | -------------- | ------------------------ | ------------------ | -------------------- | ------------------------------------ | ------------------------- | ------------------------ | -------------------------------------------------------------- |
| Amsteg I                     | 694182 / 180392 | Silenen UR     | 1923           | 528                      | 56                 | 16 2/3 Hz -Bahnstrom | 6 horizontale Doppel-Pelton-Turbinen | 289                       | 29                       | In den 1990er-Jahren stillgelegt, unter Denkmalschutz          |
| Amsteg II                    | 694278 / 180247 | Silenen UR     | 1998           | 528                      | 120                | 16 7 Hz -Bahnstrom   | 3 vertikale Pelton-Turbinen          | 289                       | 50                       |                                                                |
| Regulierzentrale Amsteg      | 694010 / 181126 | Silenen UR     | 1998           | 510                      | 1.73               | 50 Hz – Landesnetz   | 2 Rohrturbinen                       |                           | 46                       | regelt den Abfluss des Unterwassers von Amsteg II in die Reuss |
| Dotierzentrale Pfaffensprung | 689635 / 174446 | Wassen         | 1998           | 779                      | 0.72               | 50 Hz – Landesnetz   | 1 Francis-Turbine                    |                           | 4                        | verarbeitet das Restwasser für die Reuss                       |